# Теодор Драйзер
Теодор Герман Альберт Драйзер (англ. Theodore Herman Albert Dreiser; 27 серпня 1871, Терре-Гот, штат Індіана — 28 грудня 1945, Голлівуд) — американський письменник і громадський діяч. У часи Великого терору Драйзер вихваляв Йосипа Сталіна; позитивно відгукувався про пакт Молотова — Ріббентропа. У серпні 1945 року Драйзер приєднався до Комуністичної партії США.

## Життєпис
Батьки Драйзера — Джон Драйзер (німець) і Сара Шенеб (з громади менонітів) — співвласники підприємства з обробки вовни. Сім'ю переслідували нещастя: пожежа, яка знищила запаси вовни, травма батька, який після цієї пожежі працював на будівництві, загибель трьох старших синів. Сім'я часто переїжджала з місця на місце. Нарешті осіла в провінційному містечку Терре-Гот у штаті Індіана.
Теодор Драйзер, дев'ята дитина в сім'ї, народився 27 серпня 1871 року. В 1887 році закінчив школу. В 1889 році вступив до університету штату Індіана. Через рік припинив навчання, оскільки не зміг його оплачувати. Працював клерком, візником фургона в пральні.

## Журналістика
У 1892–1894 працював репортером у газетах Піттсбурга, Толідо, Чикаго і Сент-Луїса. В 1894 р. переїжджає до Нью-Йорка. Його брат Поль Дрессер організує музичний журнал «Еврі манс», і Драйзер починає працювати редактором. У 1897 кидає журнал. Писав на замовлення «Метрополітен», «Харперс», «Космополітен».
До появи свого першого роману в 1900 Драйзер опублікував 42 статті й ряд поем. Драйзер в інтерв'ю для довідника «Хто є хто в Америці» (1899) вказав, що ним написані дві книги: «Дослідження про знаменитих сучасників» і «Поеми».

### Романи
Бібліографія праць Драйзера як правило починається з його роману «Сестра Керрі» (1900). У 1911 Драйзер публікує свій другий роман «Дженні Герхардт».
Романом «Фінансист» (1912) Драйзер почав свою монументальну «Трилогію бажання». В її основу покладена історія життя мільйонера. Другий том — «Титан», 1914; третій — «Стоїк».
«Трилогія бажання» — одне з видатних досягнень американської та європейської літератури XX ст. Т.Драйзер виключно талановито зображує фінансове середовище.
У 1916 вийшов друком роман «Геній», який Драйзер вважав своїм найкращим твором. Тема роману — людські стосунки, сім'я, кохання, кар'єра та мистецтво.
У своєму романі «Американська трагедія» (1925) Драйзер зображує середньостатистичного американця — юнака Клайда Грифітса, малоосвіченого, легковажного, безвольного. Суть трагедії Грифітса — марнославство, жага до високого становища в суспільстві, які штовхнули його до злочину, через що той закінчив своє життя на електричному стільці.
Драйзер — художник-натураліст. Його мистецтво — мистецтво фактів та речей — будується на спогляданні за життям як воно є. Разом з тим Драйзер і художник-психолог.
У 1944 р. Американська академія мистецтв і літератури нагороджує Драйзера почесною золотою медаллю за видатні досягнення в галузі мистецтва й літератури.

## Пам'ять
Вулиця Драйзера є у місті Берлін та Сакраменто.

#### Колишні назви
Вулиця Теодора Драйзера існувала у Києві. 13 липня 2023 року Київська міська рада перейменувала вулицю Теодора Драйзера на вулицю Рональда Рейгана.
26 липня 2024 року місті Кривий Ріг вулицю Драйзера перейменували на вулицю Докії Гуменної.
Причиною перейменування було те, що Теодор Драйзер будучи прихильником соціалістичних ідей, виявляв симпатії до Радянського Союзу та його керівництва. Драйзер підтримував Йосипа Сталіна, навіть у період Великого терору в СРСР, який супроводжувався масовими репресіями та чистками. У серпні 1945 року, незадовго до своєї смерті, Драйзер офіційно приєднався до Комуністичної партії США. 

## Переклади українською
Українською мовою окремі твори Драйзера переклали М. Коваленкова, М. Івченко, Л. Смілянський, І. Буше, Л. Ященко, О. Кундзіч, Е. Ржевуцька, М. Дмитренко та ін.
- Привид золота та інші оповідання / Теодор Драйзер ; пер. з англ. [Оксани Вергелес та ін.]. - Київ : Знання, 2017. - 223, [1] с. - (American Library ; вип. 23). - Назва обкл. : Привид золота. - Пер. вид. : Phantom gold and other stories / Theodore Dreiser. - ISBN 978-617-07-0516-7. - ISBN 978-617-07-0428-3 (American Library)
- Принц-злодій та інші оповідання / Теодор Драйзер ; пер. з англ.: [С. Торба та ін.]. - Київ : Знання, 2019. - 286 с. - (American Library = Американська бібліотека ; №7, 2018). - Назва обкл. : Принц-злодій. - Пер. вид. : The prince who was a thief and other stories / Theodore Dreiser. - ISBN 978-617-07-0681-2. - ISBN 978-617-07-0428-3 (American Library)
- Теодор Драйзер. Привид золота (збірка оповідань). Переклад з англійської: Михайло Івченко. — Київ: Культура, 1929.
- Теодор Драйзер. Негр Джеф (новела). Переклад з англійської: Марія Коваленко. — Харків: ДВУ, 1930. — 47 c.
- Теодор Драйзер. Нариси і оповідання.[10] Переклад з англійської: Н. Андріанова, З. Біленко, О. Варкентін, Г. Волковиський, О. Кундзич, А. Хуторян. — Київ: Держлітвидав України, 1950. — 215 с.
- Теодор Драйзер. Пастка. Переклад з англійської: Олексій Кундзіч. — Київ: Держлітвидав, 1962 . — 56 с.

Теодор Драйзер. Пастка. Переклад з англійської: Микола Дмитренко. // Американська новела (збірка). — Київ: Дніпро, 1976. — 440 с.
- Теодор Драйзер. Американська трагедія у 2 томах. Переклад з англійської: Буше Іван, Смілянський Леонід, Ященко Леопольд. — Київ: Радянський письменник, 1953. — 720 с. / 1955. — 666 с.

- (передрук) Теодор Драйзер. Американська трагедія у 2 томах. Переклад з англійської: Буше Іван, Смілянський Леонід, Ященко Леопольд. — Харків: Фоліо, 2016. — 512 с. — ISBN 978-966-03-7626-7 (том I), 512 с. — ISBN 978-966-03-7627-4 (том II).

- Теодор Драйзер. Сестра Керрі. Роман. Переклад з англійської: Елеонора Ржевуцька. — Київ: Дніпро, 1955. — 448 с.

- (передрук) Теодор Драйзер. Сестра Керрі. Роман. Переклад з англійської: Елеонора Ржевуцька. — Київ: Дніпро, 1964. — 430 с.
- (передрук) Теодор Драйзер. Сестра Керрі. Роман. Переклад з англійської: Елеонора Ржевуцька. — Київ: Дніпро, 1971. — 410 с.

- Теодор Драйзер. Дженні Герхардт. Переклад з англійської: не вказано.[11] — Київ: Радянський письменник, 1954 . — 331 с.

- (передрук) Теодор Драйзер. Дженні Герхардт. Переклад з англійської: не вказано. — Харків: Фоліо, 2016. — 432 с. — ISBN 978-966-03-7628-1.

- Теодор Драйзер. Фінансист. Переклад з англійської: Олена Концевич. — Харків: Фоліо, 2017. — 635 с. — ISBN 978-966-03-7850-6 (серія «Зарубіжні авторські зібрання»).
- Теодор Драйзер. Титан. Переклад з англійської: Євген Тарнавський. — Харків: Фоліо, 2017. 672 стор. ISBN 978-966-03-7862-9 (серія «Зарубіжні авторські зібрання»).
- Теодор Драйзер. Сестра Керрі. Роман. Переклад з англійської: не вказано. — Харків: Фоліо, 2017. — 432 с. ISBN 978-966-03-7765-3 (серія «Зарубіжні авторські зібрання»).
- Теодор Драйзер. Стоїк. Переклад з англійської:  Олександр Юдін. — Харків: Фоліо, 2018. 384 стор. ISBN 978-966-03-8042-4 (серія «Зарубіжні авторські зібрання»).